# Bogoria Skotnicka
Bogoria Skotnicka est une localité polonaise de la gmina de Samborzec, située dans le powiat de Sandomierz en voïvodie de Sainte-Croix.